# Pyramida ve Vincenneském lesíku
Pyramida je název pomníku, který se nachází v Paříži v centru Vincenneského lesíka ve 12. obvodu. Na rozdíl od svého označení se nejedná o pyramidu, ale o obelisk, který byl vztyčen v roce 1731 u příležitosti znovuzalesnění parku, které na příkaz Ludvíka XV. provedl Alexandre Lefebvre de la Faluère, ředitel královských vod a lesů. Na obelisku je vyobrazen znak Francie a vytesán latinský nápis. V roce 1858 byl obelisk restaurován a 19. října 1946 zařazen mezi historické památky. Geografický ústav instaloval na jeho východní straně asi 10 cm nad základnou nivelační značku.
Stavba dala jméno křižovatce, na které se nachází - carrefour de la Pyramide i hlavní silnici, která tudy prochází: route de la Pyramide.